# Legge 9 dicembre 1998, n. 426
La legge 426/98 "Nuovi interventi in campo ambientale", pubblicata sulla Gazzetta Ufficiale n°291 del 14 dicembre 1998,  istituisce 16 interventi di bonifica di interesse nazionale:
1. Venezia (Porto Marghera): stabilimenti petrolchimici della Enichem e della Montedison.
2. Napoli orientale;
3. Gela e Priolo: il polo petrolchimico di Gela nacque in seguito alla scoperta di un giacimento di petrolio nella zona, e produce concimi chimici e polimeri per le materie plastiche; il polo petrolchimico siracusano sorge su tre comuni (Augusta, Priolo Gargallo e Melilli) e produce carburanti.
4. Manfredonia;
5. Brindisi;
6. Taranto;
7. Cengio e Saliceto: ex siti industriali dell'ACNA (Azienda Coloranti Nazionali ed Affini).
L'azienda ha prodotto esplosivi e coloranti dal 1882 al 1999.
8. Piombino;
9. Massa e Carrara;
10. Casale Monferrato: fabbrica di Eternit.
11. Litorale Domizio-Flegreo e Agro aversano (Caserta-Napoli);
12. Pitelli (La Spezia);
13. Balangero;
14. Pieve Vergonte: lo stabilimento chimico di Pieve Vergonte ha scaricato per anni il DDT nel vicino torrente Toce.